# 충청남도의회의원 목록
다음은 충청남도의회의원 48명 명단이다.

## 의원 목록
| 선거구            | 이름   | 소속정당     | 관할구역 | 비고 |
| ----------------- | ------ | ------------ | --- | ---- |
| 천안시 제1선거구  | 홍성현 | 국민의힘     | 동남구 목천읍, 북면, 성남면, 수신면, 병천면, 동면, 원성1동, 원성2동                                          |      |
| 천안시 제2선거구  | 신한철 | 국민의힘     | 동남구 중앙동, 일봉동, 신안동                                                                                |      |
| 천안시 제3선거구  | 안종혁 | 국민의힘     | 동남구 문성동, 봉명동, 서북구 성정1동, 성정2동                                                               |      |
| 천안시 제4선거구  | 구형서 | 더불어민주당 | 서북구 불당1동, 불당2동                                                                                      |      |
| 천안시 제5선거구  | 유성재 | 국민의힘     | 서북구 성환읍, 직산읍, 입장면                                                                                |      |
| 천안시 제6선거구  | 김도훈 | 국민의힘     | 서북구 성거읍, 부성1동                                                                                       |      |
| 천안시 제7선거구  | 오인철 | 더불어민주당 | 서북구 부성2동                                                                                               |      |
| 천안시 제8선거구  | 정병인 | 더불어민주당 | 서북구 백석동                                                                                                |      |
| 천안시 제9선거구  | 박정수 | 국민의힘     | 동남구 풍세면, 광덕면, 신방동                                                                                |      |
| 천안시 제10선거구 | 김선태 | 더불어민주당 | 동남구 청룡동                                                                                                |      |
| 천안시 제11선거구 | 양경모 | 국민의힘     | 서북구 쌍용1동, 쌍용2동, 쌍용3동                                                                             |      |
| 공주시 제1선거구  | 고광철 | 국민의힘     | 유구읍, 의당면, 정안면, 우성면, 사곡면, 신풍면, 신관동, 월송동                                               |      |
| 공주시 제2선거구  | 박기영 | 국민의힘     | 이인면, 탄천면, 계룡면, 반포면, 중학동, 웅진동, 금학동, 옥룡동                                               |      |
| 보령시 제1선거구  | 최광희 | 국민의힘     | 웅천읍, 남포면, 주산면, 미산면, 성주면, 대천3동, 대천4동, 대천5동                                            |      |
| 보령시 제2선거구  | 편삼범 | 국민의힘     | 주포면, 오천면, 천북면, 청소면, 청라면, 주교면, 대천1동, 대천2동                                             |      |
| 아산시 제1선거구  | 오안영 | 국민의힘     | 선장면, 도고면, 신창면, 온양4동                                                                              |      |
| 아산시 제2선거구  | 김응규 | 국민의힘     | 온양1동, 온양2동, 온양3동                                                                                    |      |
| 아산시 제3선거구  | 박정식 | 국민의힘     | 온양5동, 온양6동                                                                                             |      |
| 아산시 제4선거구  | 조철기 | 더불어민주당 | 배방읍 일부, 탕정면, 염치읍                                                                                  |      |
| 아산시 제5선거구  | 안장헌 | 더불어민주당 | 배방읍 일부, 송악면                                                                                          |      |
| 아산시 제6선거구  | 지민규 | 국민의힘     | 음봉면, 둔포면, 영인면, 인주면                                                                               |      |
| 서산시 제1선거구  | 김옥수 | 국민의힘     | 대산읍, 인지면, 부석면, 팔봉면, 지곡면                                                                       |      |
| 서산시 제2선거구  | 이용국 | 국민의힘     | 성연면, 부춘동, 석남동                                                                                       |      |
| 서산시 제3선거구  | 이연희 | 국민의힘     | 음암면, 운산면, 해미면, 고북면, 동문1동, 동문2동, 수석동                                                     |      |
| 논산시 제1선거구  | 윤기형 | 국민의힘     | 강경읍, 연무읍, 연산면, 벌곡면, 양촌면, 가야곡면, 은진면, 채운면                                             |      |
| 논산시 제2선거구  | 오인환 | 더불어민주당 | 성동면, 광석면, 노성면, 상월면, 부적면, 취암동, 부창동                                                       |      |
| 계룡시 선거구     | 이재운 | 국민의힘     | 계룡시 전역                                                                                                  |      |
| 당진시 제1선거구  | 이철수 | 국민의힘     | 합덕읍, 대호지면, 정미면, 면천면, 순성면, 우강면, 당진2동                                                    |      |
| 당진시 제2선거구  | 이완식 | 국민의힘     | 송악읍, 신평면, 송산면                                                                                       |      |
| 당진시 제3선거구  | 최창용 | 국민의힘     | 고대면, 석문면, 당진1동, 당진3동                                                                             |      |
| 금산군 제1선거구  | 김석곤 | 국민의힘     | 금산읍, 부리면, 남일면, 남이면                                                                               |      |
| 금산군 제2선거구  | 김복만 | 국민의힘     | 금성면, 제원면, 군북면, 진산면, 복수면, 추부면                                                               |      |
| 부여군 제1선거구  | 김기서 | 더불어민주당 | 부여읍, 규암면                                                                                               |      |
| 부여군 제2선거구  | 조길연 | 국민의힘     | 은산면, 외산면, 내산면, 구룡면, 홍산면, 옥산면, 남면, 충화면, 양화면, 임천면, 장암면, 세도면, 석성면, 초촌면 |      |
| 서천군 제1선거구  | 전익현 | 더불어민주당 | 장항읍, 마서면, 화양면, 기산면, 한산면, 마산면                                                               |      |
| 서천군 제2선거구  | 신영호 | 국민의힘     | 서천읍, 시초면, 문산면, 판교면, 종천면, 비인면, 서면                                                         |      |
| 청양군 선거구     | 김명숙 | 더불어민주당 | 청양군 전역                                                                                                  |      |
| 홍성군 제1선거구  | 이상근 | 국민의힘     | 홍성읍, 홍북읍                                                                                               |      |
| 홍성군 제2선거구  | 이종화 | 국민의힘     | 광천읍, 금마면, 홍동면, 장곡면, 은하면, 결성면, 서부면, 갈산면, 구항면                                       |      |
| 예산군 제1선거구  | 방한일 | 국민의힘     | 예산읍, 대술면, 신양면, 광시면                                                                               |      |
| 예산군 제2선거구  | 주진하 | 국민의힘     | 삽교읍, 대흥면, 응봉면, 덕산면, 봉산면, 고덕면, 신암면, 오가면                                               |      |
| 태안군 제1선거구  | 윤희신 | 국민의힘     | 태안읍, 원북면, 이원면                                                                                       |      |
| 태안군 제2선거구  | 정광섭 | 국민의힘     | 안면읍, 고남면, 남면, 근흥면, 소원면                                                                         |      |
| 비례대표          | 이지윤 | 더불어민주당 | 충청남도 일원                                                                                                |      |
| 비례대표          | 김민수 | 더불어민주당 | 충청남도 일원                                                                                                |      |
| 비례대표          | 박미옥 | 국민의힘     | 충청남도 일원                                                                                                |      |
| 비례대표          | 신순옥 | 국민의힘     | 충청남도 일원                                                                                                |      |
| 비례대표          | 이현숙 | 국민의힘     | 충청남도 일원                                                                                                |      |

## 같이 보기
- 충청남도의회